# Dębowa Kłoda
Dębowa Kłoda – wieś w Polsce położona w województwie lubelskim, w powiecie parczewskim, w gminie Dębowa Kłoda.
Wieś królewska w starostwie parczewskim województwa lubelskiego w 1786 roku.
W latach 1954–1972 wieś należała i była siedzibą władz gromady Dębowa Kłoda. W latach 1975–1998 miejscowość administracyjnie należała do województwa bialskopodlaskiego.
Miejscowość jest sołectwem, siedzibą gminy Dębowa Kłoda. Według Narodowego Spisu Powszechnego z roku 2011 wieś liczyła 434 mieszkańców.
We wsi znajduje się prywatne lądowisko Dębowa Kłoda.

## Historia
Wieś została założona 16 X 1530 roku przez Macieja Grocholę. Początkowo występowała pod nazwą Wargoszów. Nazwa ta jednak nie przyjęła się i już w 1565 r. zaczęto używać nazwy Dembowa Kłoda, która wiązała się z ówczesnymi warunkami komunikacyjnymi na terenie wsi. Prawdopodobnie wiódł tędy trakt kupiecki. Był on trudno przejezdny ze względu na bardzo błotnistą drogę. Jedynym sposobem na pokonanie go było rzucanie na bagnistą drogę kłód dębowych. Zapewne z powodu charakterystycznej drogi zaczęto zwyczajowo nazywać miejscowość Dębową Kłodą, a później wieś ta otrzymała taką nazwę urzędowo. W 1565 r. wieś zamieszkiwało 35 rodzin kmieckich na 12 łanach ziemi. W tym okresie były tu trzy karczmy. Przez stulecia mieszkańcy Dębowej Kłody byli narażani na wyzysk ze strony zarządców, jak i rabowanie przez stacjonujące tu wojska królewskie oraz litewskie. W końcu XVIII wieku wieś była największą osadą w okolicy – liczyła 234 osoby. W 1795 r. przeszła pod panowanie austriackie, a od 1837 r. była własnością Kruzenszternów. Już w połowie XIX wieku stała się siedzibą gminy liczyła wtedy 51 domów i 278 mieszkańców. W 1928 r. powstała tu pierwsza szkoła czteroklasowa. W czasie drugiej wojny światowej nie doznała większych zniszczeń.

## Sport
We wsi działa powstały w 1997 roku klub piłkarski Gminny Ludowy Zespół Sportowy Dąb Dębowa Kłoda, który w sezonie 2020/21 występuje w bialskiej klasie A.